# Giuseppe Croccia
Giuseppe Croccia ou José Croccia (Viggiano, 17 de janeiro de 1852 — Rio de Janeiro, 15 de fevereiro de 1945) foi um flautista, anarquista, maçom e militante nacionalista italiano radicado no Brasil. Era avô de Mário Lago.

## Biografia

### Família de Músicos
Giuseppe Croccia era de uma importante família de músicos de Viggiano. Sua cidade na era famosa em todo o Reino de Nápoles por revelarem os principais músicos de estrada de todo o reino. Músicos de rua que viajavam por todo o reino, e que logo se espalharam por todo o mundo. A história desses músicos de estrada de Viggiano serviu de inspiração ao romance Sans Famille, do escritor francês Hector Malot, além dos animes japoneses Nobody's Boy: Remi e Remi, Nobody's Girl,  dos filmes Sans famille (França, 1934), Senza famiglia (Itália, 1946), Bez Semyi (URSS, 1984), Rémi sans famille (França, 2018) e das obras do holandês Piet Wijn, que adaptou o romance duas vezes em historias em quadrinhos, sendo que a segunda vez foi publicado pela Disney holandesa na revista Donald Duck Weekblad.
As famílias de musicantis eram  muito próximas entre si. Em 1861, 248 pessoas se declararam músicos de estrada em Viggiano, 21% das pessoas entrevistadas.
Após a queda do Reino das Duas Sicílias, essas famílias deixaram a região e se espalharam pelo mundo, tendo registros de imigração para outros países da Europa, Estados Unidos, Brasil, Austrália, China, Índia e Cuba.
A família Marsicano, uma das principais famílias de músicos de Viggiano, na Itália, migrou para os Estados Unidos. Entre estes, Pietro Marsicano e Teresa Nigro, trisavós de Billie Joe Armstrong, que é cidadão honorário da cidade.

### Influência em Mário Lago
Boêmio, sempre frequentava a Lapa com o filho. Por seu viés anarquista, influenciou muito o neto politicamente. Mario Lago disse: “Eu nasci inconformado. Sou rebelde por vocação”.
Giuseppe também teria levado o neto para para reuniões maçônicas (algo nunca confirmado) e incentivado o filho a se tornar marxista.
Mas sua maior contribuição para a formação do Mario Lago foi nos gostos musicais. Giuseppe incentivou o neto a apreciar a música erudita, apresentando nomes como Heitor Villa Lobos, cuja esposa, Lucília Villa-Lobos, foi professora de música de Mario.
Giuseppe Croccia faleceu em 15 de fevereiro de 1945.